# Disjuntor de hexafluoreto de enxofre

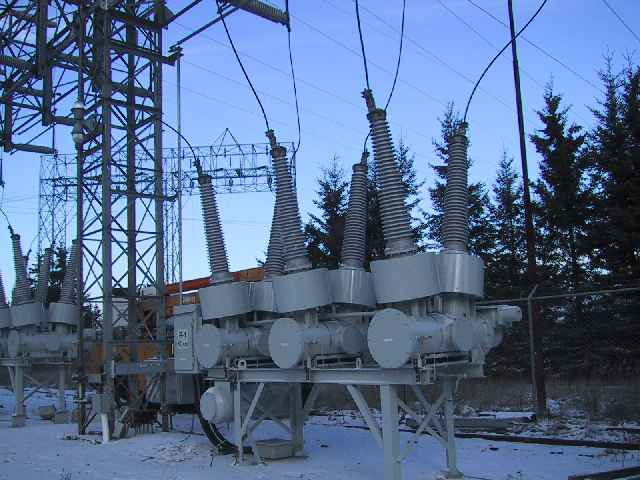
Um disjuntor SF _{6} classificado como 115 Potência de saída: 1200 kV A instalado em uma estação geradora hidrelétrica

Os disjuntores de hexafluoreto de enxofre (SF6) são utilizados em usinas elétricas e sistemas de distribuição para proteger contra falhas, interrompendo correntes elétricas quando acionados por um relé de proteção. Diferentemente de disjuntores tradicionais que utilizam óleo, ar ou vácuo, os disjuntores SF6 empregam o gás hexafluoreto de enxofre como meio de resfriamento e extinção do arco elétrico durante a operação de interrupção da corrente.
O SF6 é um gás de alta estabilidade química e excelente isolante elétrico, o que o torna eficaz na interrupção de arcos elétricos, protegendo os componentes do sistema elétrico. Além disso, o SF6 permite disjuntores mais compactos e eficientes, uma vez que a alta capacidade de interrupção do arco do SF6 permite que os disjuntores sejam construídos em tamanhos menores, em comparação com outras tecnologias, reduzindo a necessidade de espaço em subestações e instalações de distribuição. arco ao abrir um circuito. As vantagens sobre outras mídias incluem menor ruído operacional, nenhuma emissão de gases quentes e manutenção relativamente baixa. Desenvolvidos na década de 1950 em diante, os disjuntores SF 6 são amplamente utilizados em redes elétricas com tensões de transmissão de até 800 kV, como disjuntores de geradores e em sistemas de distribuição com tensões de até 35 kV.
Os disjuntores de hexafluoreto de enxofre (SF6) podem ser empregados tanto como dispositivos autônomos em subestações externas isoladas a ar quanto integrados em sistemas de aparelhagens isoladas a gás. Quando utilizados em instalações externas isoladas a ar, os disjuntores SF6 operam em condições ambientais e são projetados para suportar as tensões elevadas presentes nas subestações.
Por outro lado, quando incorporados em aparelhagens isoladas a gás, esses disjuntores permitem a construção de instalações mais compactas, ideais para aplicações em sistemas de alta tensão. A utilização de SF6 no interior de células de gás reduz a necessidade de grandes espaços e permite a construção de equipamentos mais eficientes e menores, garantindo a mesma eficácia de interrupção de arcos elétricos, mas com maior densidade de energia. Esse design compacto é vantajoso em ambientes urbanos ou locais onde o espaço é limitado, além de proporcionar maior segurança e confiabilidade nas operações.

## Princípio de funcionamento
A interrupção de corrente em um disjuntor de alta tensão é obtida pela separação de dois contatos em um meio, como hexafluoreto de enxofre (SF 6), que possui excelentes propriedades dielétricas e de extinção de arco. Após a separação do contato, a corrente é conduzida através de um arco e é interrompida quando este arco é resfriado por uma explosão de gás de intensidade suficiente.
O gás SF6 (hexafluoreto de enxofre) possui uma alta eletronegatividade, o que significa que ele tem uma forte tendência a capturar elétrons livres. Quando os contatos de um disjuntor SF6 são abertos, um fluxo de gás SF6 em alta pressão é direcionado para a área do arco elétrico formado entre os contatos. O arco elétrico ocorre devido à corrente elétrica que ainda flui entre os contatos, mesmo com eles abertos.
No entanto, devido à natureza eletronegativa do SF6, o gás captura os elétrons livres presentes no arco, formando íons negativos que ficam relativamente imóveis. Isso resulta na perda de elétrons condutores que, por sua vez, aumenta rapidamente a resistência do arco, criando uma barreira isolante. Quando essa resistência de isolamento atinge um nível crítico, o arco é extinto de forma eficaz, interrompendo o fluxo de corrente elétrica.
O SF6, portanto, atua como um excelente meio isolante e extintor de arco, permitindo que os disjuntores operem de forma eficiente e segura, especialmente em aplicações de alta tensão, onde a extinção do arco é fundamental para a proteção do sistema elétrico.
De fato, em disjuntores de alta tensão, como os que operam com hexafluoreto de enxofre (SF6), o resfriamento rápido do arco elétrico é uma parte crucial do processo de interrupção da corrente. O arco elétrico gerado quando os contatos são abertos pode atingir temperaturas extremamente altas, superiores a 20.000 K. Para garantir a extinção eficaz do arco e evitar danos ao sistema, é necessário resfriar rapidamente o arco para temperaturas muito mais baixas, inferiores a 2.000 K, dentro de um intervalo de tempo extremamente curto — geralmente em algumas centenas de microssegundos.
Esse rápido resfriamento é possível devido ao SF6, que tem excelentes propriedades de resfriamento e uma alta capacidade de absorver os elétrons livres gerados no arco. O SF6, ao ser impulsionado sob alta pressão para a região do arco, não só captura os elétrons livres, mas também ajuda a dissipar a energia térmica gerada, reduzindo a temperatura do arco rapidamente.
Após a interrupção da corrente, uma tensão de recuperação transitória é aplicada nos contatos do disjuntor. A capacidade do SF6 de resfriar rapidamente o arco e de aumentar a resistência de isolamento entre os contatos torna possível a recuperação de tensão, permitindo que o sistema de disjuntor continue funcionando com segurança.
Em geral, o SF6 é utilizado principalmente em disjuntores de alta tensão com tensões nominais superiores a 52 kV, devido à sua eficácia em condições de alta tensão e à sua habilidade de proporcionar um desempenho seguro e confiável na proteção de sistemas elétricos de grande porte.
Até a década de 1980, os disjuntores de alta tensão que utilizavam gás SF6 para interrupção do arco dependiam principalmente do aquecimento do gás causado pela energia do arco para gerar a pressão necessária para extinguir o arco. Esse método envolvia a expansão térmica do gás à medida que ele era aquecido pela corrente elétrica no momento da falha, o que gerava uma pressão suficiente para forçar o gás a interromper o arco.
No entanto, com o avanço da tecnologia e a melhoria dos materiais e mecanismos de operação, novas soluções foram desenvolvidas para otimizar o desempenho dos disjuntores, incluindo o uso de mecanismos de mola de baixa energia. Esses mecanismos de mola podem gerar a pressão necessária para abrir o arco de forma controlada e eficiente, sem depender do aquecimento do gás. Isso permite uma operação mais rápida e eficiente, além de reduzir os custos operacionais e de manutenção.
Essa tecnologia moderna de disjuntores de alta tensão agora permite a operação de disjuntores com tensões nominais de até 800 kV, proporcionando maior confiabilidade e flexibilidade para proteger sistemas de energia de grande porte. O uso de mecanismos de mola para acionar o disjuntor oferece uma resposta mais rápida e um controle mais preciso sobre o processo de interrupção do arco, o que é especialmente importante em sistemas com altos requisitos de confiabilidade e segurança.

## Breve história
Os disjuntores de alta tensão mudaram desde que foram introduzidos em meados da década de 1950, e vários princípios de interrupção foram desenvolvidos que contribuíram sucessivamente para uma grande redução da energia operacional. Esses disjuntores estão disponíveis para aplicações internas ou externas, sendo estas últimas na forma de postes de disjuntor alojados em isoladores cerâmicos montados em uma estrutura. As primeiras patentes sobre o uso de SF 6 como meio de interrupção foram registradas na Alemanha em 1938 por Vitaly Grosse (AEG) e, mais tarde, de forma independente nos Estados Unidos em julho de 1951 por HJ Lingal, TE Browne e AP Strom (Westinghouse).
A primeira aplicação industrial do SF 6 para interrupção de corrente data de 1953. Alta voltagem 15 kV para 161 As chaves de carga kV foram desenvolvidas com capacidade de interrupção de 600 A. O primeiro disjuntor de alta tensão SF 6 construído em 1956 pela Westinghouse, poderia interromper 5 kA abaixo de 115 kV, mas tinha seis câmaras de interrupção em série por polo.
Em 1957, a técnica do tipo puffer foi introduzida para disjuntores de SF 6, em que o movimento relativo de um pistão e um cilindro ligado à parte móvel é usado para gerar o aumento de pressão necessário para disparar o arco por meio de um bico feito de material isolante. Nessa técnica, o aumento de pressão é obtido principalmente pela compressão do gás.
O primeiro disjuntor de alta tensão SF 6 com alta capacidade de corrente de curto-circuito foi produzido pela Westinghouse em 1959. Este disjuntor em um tanque aterrado (chamado de tanque morto) pode interromper 41,8 kA abaixo de 138 kV (10.000 MV·A) e 37,6 kA abaixo de 230 kV (15.000 MV·A). Este desempenho já era significativo, mas as três câmaras por poste e a fonte de alta pressão necessária para a explosão (1,35 MPa) foi uma restrição que teve que ser evitada em desenvolvimentos subsequentes.
As excelentes propriedades do SF 6 levaram à rápida extensão desta técnica na década de 1970 e à sua utilização para o desenvolvimento de disjuntores com alta capacidade de interrupção, até 800 kV.

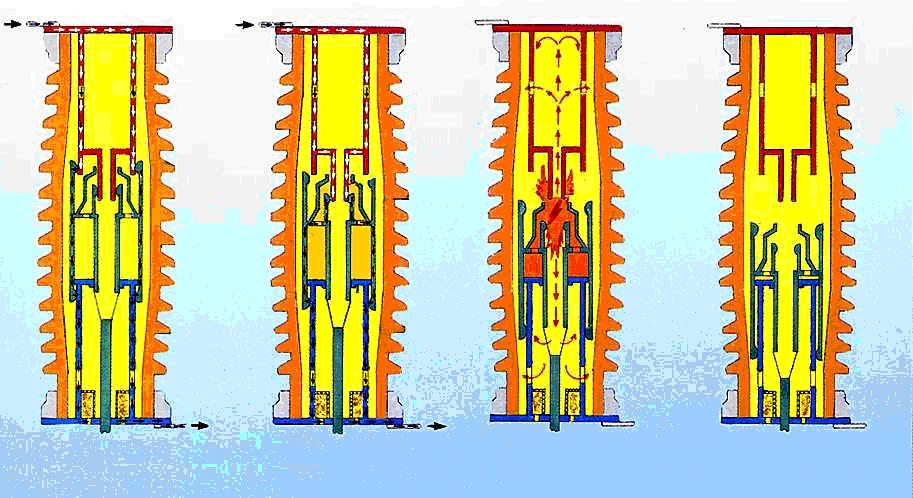
Operação do disjuntor de gás. As áreas laranja e vermelha mostram gás de alta pressão produzido pelo movimento dos componentes do disjuntor.

A conquista por volta de 1983 do primeiro single-break 245 kV e os correspondentes 420 kV até 550 kV e 800 kV, com respectivamente 2, 3 e 4 câmaras por polo, levaram ao domínio dos disjuntores SF 6 em toda a faixa de altas tensões.
Várias características dos disjuntores SF 6 podem explicar seu sucesso:
- Simplicidade da câmara de interrupção que não necessita de câmara de interrupção auxiliar
- Autonomia proporcionada pela técnica do puffer
- A possibilidade de obter o mais alto desempenho, até 63 kA, com um número reduzido de câmaras de interrupção
- Tempo de pausa curto de 2 a 2,5 ciclos
- Alta resistência elétrica, permitindo pelo menos 25 anos de operação sem recondicionamento
- Possíveis soluções compactas quando usadas para aparelhagem de manobra isolada a gás ou aparelhagem de manobra híbrida
- Resistores de fechamento integrados ou operações sincronizadas para reduzir sobretensões de comutação
- Confiabilidade e disponibilidade
- Baixos níveis de ruído

A redução do número de câmaras de interrupção por polo levou a uma simplificação considerável dos disjuntores, bem como do número de peças e vedações necessárias. Como consequência direta, a confiabilidade dos disjuntores melhorou, conforme verificado posteriormente por pesquisas do Conselho Internacional de Grandes Sistemas Elétricos (CIGRE).

## Características do design

### Câmaras de explosão térmica
Novos tipos de câmaras de interrupção de SF 6, que implementam princípios inovadores de interrupção, foram desenvolvidos nos últimos 30 anos,  com o objetivo de reduzir a energia de operação do disjuntor. Um objetivo dessa evolução era aumentar ainda mais a confiabilidade reduzindo as forças dinâmicas no poste. Os desenvolvimentos desde 1980 têm visto o uso da técnica de autoexplosão de interrupção para câmaras de interrupção de SF 6.
Esses desenvolvimentos foram facilitados pelo progresso feito em simulações digitais que foram amplamente utilizadas para otimizar a geometria da câmara de interrupção e a ligação entre os polos e o mecanismo.
Esta técnica tem se mostrado muito eficiente e tem sido amplamente aplicada em disjuntores de alta tensão até 550 kV. Permitiu o desenvolvimento de novas gamas de disjuntores operados por mecanismos de mola de baixa energia.

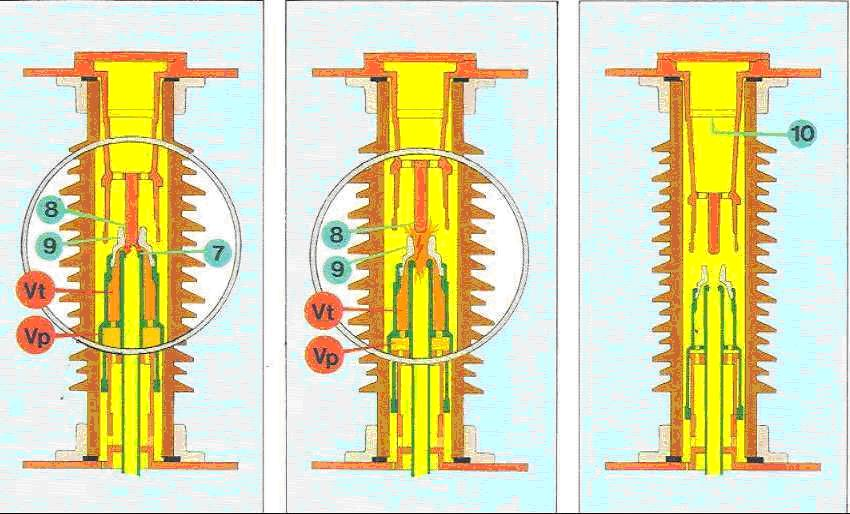
Disjuntor de explosão automática

A redução da energia operacional foi obtida principalmente pela redução da energia usada para compressão de gás e pelo aumento do uso da energia do arco para produzir a pressão necessária para extinguir o arco e obter interrupção de corrente. A interrupção de baixa corrente, até cerca de 30% da corrente nominal de curto-circuito, é obtida por um sopro de ar comprimido. Inclui também mais energia disponível.

### Câmaras de auto-explosão
Um maior desenvolvimento na técnica de explosão térmica foi feito pela introdução de uma válvula entre os volumes de expansão e compressão. Ao interromper baixas correntes a válvula abre sob o efeito da sobrepressão gerada no volume de compressão. A extinção do arco é feita como num disjuntor puffer graças à compressão do gás obtida pela ação do pistão. No caso de interrupção de altas correntes, a energia do arco produz uma alta sobrepressão no volume de expansão, o que leva ao fechamento da válvula e, assim, isola o volume de expansão do volume de compressão. A sobrepressão necessária para a ruptura é obtida pelo uso ótimo do efeito térmico e do efeito de entupimento do bico produzido sempre que a seção transversal do arco reduz significativamente a exaustão de gás no bico. Para evitar o consumo excessivo de energia pela compressão do gás, é instalada uma válvula no pistão para limitar a sobrepressão na compressão a um valor necessário para a interrupção de baixas correntes de curto-circuito.

Câmara do disjuntor de autoexplosão: (1) fechada, (2) interrompendo corrente baixa, (3) interrompendo corrente alta e (4) aberta

Essa técnica, conhecida como "auto-explosão", tem sido amplamente utilizada desde 1980 para o desenvolvimento de muitos tipos de câmaras de interrupção. O maior entendimento da interrupção do arco obtido por simulações digitais e validação por meio de testes de interrupção contribui para uma maior confiabilidade desses disjuntores autodestrutivos. Além disso, a redução da energia operacional, permitida pela técnica de autojateamento, leva a uma maior vida útil.

### Movimento duplo de contatos
Uma redução importante na energia operacional também pode ser obtida pela redução da energia cinética consumida durante a operação de disparo. Uma maneira é deslocar os dois contatos de arco em direções opostas para que a velocidade do arco seja metade daquela de um layout convencional com um único contato móvel.

Os princípios térmicos e de autoexplosão permitiram o uso de mecanismos de mola de baixa energia para a operação de disjuntores de alta tensão. Eles substituíram progressivamente a técnica do soprador na década de 1980; primeiro em 72,5 disjuntores kV e depois de 145 kV a 800 kV.

### Comparação de técnicas de movimento simples e duplo
A técnica de movimento duplo reduz pela metade a velocidade de disparo da parte móvel. Em princípio, a energia cinética poderia ser reduzida a quatro se a massa total em movimento não fosse aumentada. Entretanto, à medida que a massa total em movimento aumenta, a redução prática na energia cinética se aproxima de 60%. A energia total de disparo também inclui a energia de compressão, que é quase a mesma para ambas as técnicas. Dessa forma, a redução da energia total de disparo é menor, cerca de 30%, embora o valor exato dependa da aplicação e do mecanismo de operação. Dependendo do caso específico, tanto a técnica de movimento duplo quanto a de movimento simples podem ser mais baratas. Outras considerações, como a racionalização do alcance do disjuntor, também podem influenciar o custo.

### Câmara de jateamento térmico com abertura assistida por arco
Neste princípio de interrupção, a energia do arco é utilizada, por um lado, para gerar a explosão por expansão térmica e, por outro lado, para acelerar a parte móvel do disjuntor ao interromper altas correntes. A sobrepressão produzida pela energia do arco a jusante da zona de interrupção é aplicada em um pistão auxiliar ligado à parte móvel. A força resultante acelera a parte móvel, aumentando assim a energia disponível para o disparo. Com este princípio de interrupção é possível, durante interrupções de alta corrente, aumentar em cerca de 30% a energia de disparo fornecida pelo mecanismo de operação e manter a velocidade de abertura independentemente da corrente. Obviamente, ele é mais adequado para disjuntores com altas correntes de interrupção, como disjuntores de geradores.

## Disjuntores de gerador

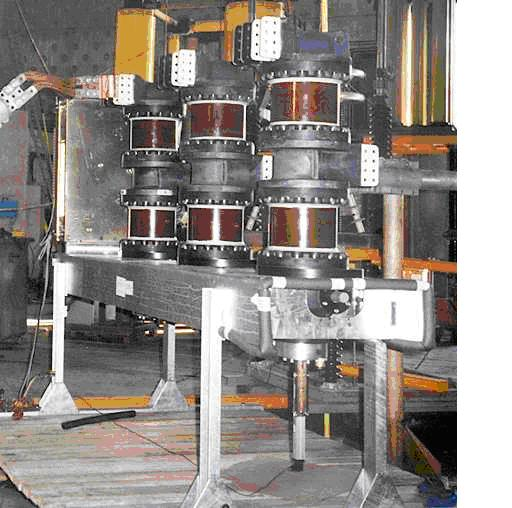
Disjuntor do gerador classificado para 17,5 kV e 63 kA

Os disjuntores do gerador (GCB) são conectados entre um gerador e o transformador de tensão elevador. Geralmente são utilizados na saída de geradores de alta potência (30 MVA para 1800 MVA) para protegê-los de forma confiável, rápida e econômica. Esses disjuntores têm alta classificação de corrente de condução (4 kA para 40 kA) e apresentam alta capacidade de interrupção (50 kA para 275 kA).
Eles pertencem à faixa de média tensão, mas a capacidade de suportar tensão de recuperação transitória exigida pela norma IEC/IEEE 62771-37-013 é tal que os princípios de interrupção desenvolvidos especificamente devem ser usados. Uma forma de realização particular da técnica de explosão térmica foi desenvolvida e aplicada a disjuntores de geradores. A técnica de autodetonação descrita acima também é amplamente utilizada em disjuntores de geradores de SF 6, nos quais o sistema de contato é acionado por um mecanismo de baixa energia operado por mola. Um exemplo de tal dispositivo é mostrado na figura abaixo; este disjuntor é classificado para 17,5 kV e 63 kA.

## Teste de alta potência
A capacidade de interrupção de curto-circuito dos disjuntores de alta tensão é tal que não pode ser demonstrada com uma única fonte capaz de gerar a energia necessária. Um esquema especial é usado com um gerador que fornece a corrente de curto-circuito até a interrupção da corrente e depois uma fonte de tensão aplica a tensão de recuperação através dos terminais do disjuntor. Os testes são geralmente realizados monofásicos, mas também podem ser realizados trifásicos  Também possuem um pequeno controle de potência.

## Problemas relacionados aos disjuntores SF6
Os seguintes problemas estão associados aos disjuntores SF 6 :

### Gases tóxicos de ordem inferior
Quando ocorre um arco no gás SF 6, ele produz pequenas quantidades de outros gases. Alguns desses subprodutos são tóxicos e podem irritar os olhos e o sistema respiratório. Um subproduto, dissulfeto decafluoreto (S
2F
10
), tem uma toxicidade semelhante ao fosgênio e não produz lacrimejamento ou irritação da pele, fornecendo assim pouco aviso de exposição. Portanto, o SF 6 usado deve ser manuseado como uma substância perigosa sempre que um interruptor for aberto para manutenção ou descarte.

### Deslocamento de oxigênio
O SF 6 é mais pesado que o ar, portanto, deve-se ter cuidado ao entrar em locais baixos e espaços confinados devido ao risco de asfixia devido ao deslocamento de oxigênio.

### Gás com efeito de estufa
O SF 6 é o gás de efeito estufa mais potente avaliado pelo Painel Intergovernamental sobre Mudanças Climáticas. Tem um potencial de aquecimento global 23.900 vezes pior que o do CO 2.
Alguns governos implementaram sistemas para monitorar e controlar a emissão de SF 6 para a atmosfera. 

## Comparação com outros tipos
Os disjuntores geralmente são classificados de acordo com seu meio isolante. Os seguintes tipos de disjuntores podem ser uma alternativa aos tipos SF 6.
- jato de ar
- óleo
- vácuo
- CO2

Comparado com os rompedores de jato de ar, a operação com SF 6 é mais silenciosa e nenhum gás quente é descarregado na operação normal. Não é necessária nenhuma planta de ar comprimido para manter a pressão do ar de sopro. A maior rigidez dielétrica do gás permite um design mais compacto ou uma maior capacidade de interrupção para o mesmo tamanho relativo dos disjuntores de ar comprimido. Isso também tem o efeito desejável de minimizar o tamanho e o peso dos disjuntores, tornando as fundações e a instalação menos dispendiosas. Os mecanismos operacionais são mais simples e exigem menos manutenção, geralmente com mais operações mecânicas permitidas entre inspeções ou manutenções. No entanto, verificar ou substituir o gás SF 6 requer equipamento especial e treinamento para evitar emissões acidentais. Em temperaturas externas muito baixas, diferentemente do ar, o gás SF 6 pode se liquefazer, reduzindo a capacidade do disjuntor de interromper correntes de falha.
Os disjuntores cheios de óleo contêm algum volume de óleo mineral. Um disjuntor com nível mínimo de óleo pode conter cerca de centenas de litros de óleo em tensões de transmissão; um disjuntor com tanque morto e cheio de óleo a granel pode conter dezenas de milhares de litros de óleo. Se isso for descarregado do disjuntor durante uma falha, haverá risco de incêndio. O óleo também é tóxico para sistemas de água e vazamentos devem ser cuidadosamente contidos.
Os disjuntores a vácuo têm disponibilidade limitada e não são feitos para tensões de transmissão, ao contrário dos disjuntores SF 6 disponíveis até 800 kV.